# Електротехничка школа Приједор
Електротехничка школа Приједор је средња школа у општини Приједор намењена за образовање и васпитање ученика трећег и четвртог степена. Налази се у улици Николе Пашића бр. 6, у Приједору.

## Историјат
Школски технички центар „Илија Стојановић” је основан 1972. године интеграцијом Школе ученика у привреди основане 1921. године, Школе са практичном обуком из Љубије основане 1925. и одељења Техничке школе из Бања Луке која је отворена у Приједору 1968. године. Центар је у свом саставу садржао Техничку школу машинског и електротехничког одељења, Школу са практичном обуком и Школу за ученике у привреди.
Године 1976. у Школском техничком центру „Илија Стојановић” је основана Електротехничка школа као организациона јединица. Организација удруженог рада школе је формирана 1. јула 1977. у оквиру Центра за усмерено образовање Приједор у посебној згради, од маја 1991. године школа ради самостално. Прелази 28. септембра 2000. године у санирани објекат Машинске школе који се на основу одлуке Министарства просвете и културе Републике Српске дели по вертикали. Данас школа поседује девет учионица за стручно–теоријску и општеобразовну наставу, четири кабинета за информационе технологије, два кабинета за мехатронику, два кабинета за електроенергетику и унутрашњи радни простор укупно 1608 m². Организују се уметничке секције, стваралачке, спортске и ученичке организације и удружења.